# Isabel Cruz Ovalle
Isabel Cruz Ovalle, (Chile, 1946) es profesora de historia y geografía egresada de la Pontificia Universidad Católica de Chile con posgrado de Doctora en Filosofía y Letras con Mención en Historia del Arte de la Universidad de Navarra, España. Colaboró en los diarios 'El Mercurio de Santiago', 'La Segunda' y la Revista 'Que Pasa'. Entre sus trabajos de investigación se puede incluir: el arte colonial en Chile; el arte festivo barroco hispanoamericano; el perfil político social y artístico de la época en base al análisis de las caricaturas desde 1858 hasta 1931 en Chile.

## Publicaciones
- Arte en Chile, Historia de la Pintura y Escultura desde la Colonia al siglo XX, Editorial Antártica, Santiago, 1984[8]
- Arte y Sociedad en Chile 1550 - 1650 , Ediciones Universidad Católica, Santiago, 1986[9]
- La Fiesta : Metamorfosis de lo Cotidiano , Ediciones Universidad Católica, Santiago, 1995[10]
- El Traje : Transformaciones de una segunda piel , Ediciones Universidad Católica, Santiago, 1996[11]

## Premio
- Premio Silvio Zavala 1996[12]